# Mickey Marvin
Mickey Marvin (5 de outubro de 1955 – 6 de março de 2017) foi um jogador profissional de futebol americano estadunidense.

## Carreira
Mickey Marvin foi campeão da temporada de 1983 da National Football League jogando pelo Los Angeles Raiders, cuja denominação atual é  Oakland Raiders.